# Nicolae Ghica-Comănești
Nicolae Ghica-Comănești (1875, Comănești — 1921, București) a fost un explorator și om politic român. A fost fiul lui Dimitrie Ghica-Comănești, magistrat și deputat, și al soției acestuia, Zoe Ghica, născută Lahovary.

## Biografie
A făcut studii de drept la Lausanne și Geneva, pe urmă atașat diplomatic la Paris, guvernator al Bancii Naționale a României, președinte al Fondului forestier și ministru în Guvernul Marghiloman. S-a sinucis, prin împușcare, din motive ramase neelucidate, ar fi fost vorba de un scandal la BNR, al cărui guvernator era, în urma căruia i s-ar fi cerut polițe, garantate personal, de 30 milioane lei.  A fost tatăl a patru copii.

## Activitatea de explorator
A fost un iubitor al naturii, protector al pădurilor naționale și vânător. Și-a însoțit tatăl în expediția din „țara somalilor" (1895—1896), dar a călătorit și singur. În 1899 a revăzut Africa, străbătând muntele Munții Atlas din Maroc, până la castelul Glahui, în marginea Deșertulului Sahara. În 1910 și 1911 a traversat de două ori Oceanul Atlantic, pentru vizite și vânătoare în Statele Unite ale Americii și Canada. În prima călătorie, după popasul din New York, a cercetat pădurile din statele New York, New Jersey, Pennsylvania, Maryland și Connecticut. Din Chicago s-a îndreptat, prin Minnesota și Dakota, spre câmpiile cu zăvoaie de plopi și sălcii înșirate pe malurile râurilor Mississippi și Missouri, spre întinsele prerii lipsite de vegetație forestieră și, mai departe, spre Rocky Mountains (Munții Stâncoși). A observat atent vegetația întâlnită și a rămas surprins de marile incendii ce mistuiau, pe sute de mii de hectare, pădurile („Șire întregi de munți apar carbonizate cu totul, și acolo unde au rămas păduri intacte, marginile lor sunt roase de focuri"). Trecând râul Columbia și culmile dealurilor din regiune, ca și Munții Cascade, s-a apropiat de Oceanul Pacific. În ziua de 5 august 1910 a părăsit teritoriul continental și, pe micul vapor „Portland", urmând coastele Canadei occidentale, a plecat spre nord. După șase zile de navigație pe brațul de mare ce despărțea Columbia Britanică de Insula Vancouver, văzând mereu păduri „din malul mării până în vârful munților", a ajuns iarăși pe teritoriul S.U.A., în Alaska. Marea peninsulă străbătută de fluviul Yukon i-a reținut atenția românului prin bogățiile ei: mine de aur și de cupru, blănării și pescării în care se lucra pe baze industriale. Călătorind mai departe pe mare, printre insulele Sitka și Junean, a privit, pe continent, cupola munților Crillon, La Perouse și St. Elias, ghețarul Malaspina, „cel mai mare din lume, formând în Ocean un zid perpendicular de gheață înalt de 300 de metri pe o lungime de 140 kilometri". În peninsula Kenai, unde și-a stabilit tabăra pentru plecare la vînătoare în împrejurimi, trăiesc berbecii sălbatici (Ovis dalii), ursul negru (Ursus americanul) și cel mai mare cerb din lume, elanul de Alaska (Alus gigas), „de două ori mai mare decât elanul din Norvegia sau Canada, cu coarne așa de late încât un om are loc să se întindă între ele".
Pentru a ajunge la locurile de vânătoare, aflate în munți, deasupra regiunii împădurite, N.G.C. a trebuit să urce pe râul Kussiloff până la lacul Tustamena, cu luntrile. De acolo, după alte zile de mers cu un vapor, a debarcat și, însoțit de indieni, s-a îndreptat, pe jos, prin pădure, până deasupra ghețarului Sheep Creek, la marginea Cercului Polar, unde a campat. A văzut, de aici, turmele de mufloni, despre care nota: „Carnea lor e bună de mâncare, blana însă nu are nici o valoare, părul fiind scurt și aspru". A vânat chiar cinci berbeci bătrâni și alte animale, dar s-a lăsat și pradă visării în atmosfera inspirată de peisajul înconjurător: „Întins pe o stâncă privești de sus admirabilul peisaj nordic. În apropiere, Munții Kenai, mai departe — păduri, lacuri și tundre, la orizont — Oceanul Pacific, Golful Cook, muntele Mac-Kinley, vulcanii activi Iliamna și Redoubt..." Din insula Kenai, N.G.C. a intenționat să meargă în Marea Bering (Insulele Aleutine) pentru a vâna cerbi caribou și marele urs roșiatic (Ursus middendorfi), După 17 zile de navigare pe un vapor mic, a fost nevoit să se întoarcă din cauza furtunii, abandonându-și astfel proiectul. La 2 noiembrie 1910 a ajuns pe insula Kodiak din sudul Alaskăi, s-a îmbarcat pe un vapor pentru Statele Unite și, de acolo, a revenit acasă. După numai un an însă, în toamna lui 1911, pleca din nou în America. A revăzut Munții Stâncoși cu parcul Yellowstone, precum și Canada, pe care a străbătut-o de la sud la nord, însoțit de șase călăuze piei roșii, care i-au fost și ajutoare de vânătoare. Din călătoriile sale dincolo de Atlantic a adus multe trofee de vânătoare, care, împăiate artistic la Rowland Ward din Londra, au ajuns cu bine în țară. Despre ele, pasionatul călător scria că se află în „stare bună și atârnă de ziduri la Comănești, aducându-mi mereu aminte de greutățile pe care le-am învins pentru a mi le procura". N.G.C. n-a fost un simplu vânător. În Africa, în expediția intreprinsă împreună cu tatăl său, s-a manifestat ca un veritabil explorator, observator și cercetător al locurilor vizitate. Același lucru l-a făcut, de altfel, și în drumurile lui dincolo de Atlantic. A observat relieful, fauna și vegetația, a făcut însemnări despre fenomenele meteorologice întâlnite, despre atitudinea indienilor față de el, despre anumite fenomene naturale neobișnuite țării natale, despre valoarea pădurilor în economia S.U.A. și a Canadei. Cartea tipărită la Paris, Basel și Geneva, în care își comunică impresiile din călătoria africană, ca și notele memorialistice tipărite în limba română relevă un reporter care știe să se exprime cu ușurință reușind să selecteze faptele esențiale din multitudinea aspectelor ce i s-au arătat privirilor pe drumurile mapamondului — atâtea dintre ele nemaicălcate înainte de alți români.

## Scrieri
- Cinq mois au pays des Somalies suivie de la faune de Somalie et d'une liste de plantes decrites par G. Schwinfurth et G. Volkens avec 1 carte et 27 illustrations d'apres les photographies de l'auteur, 1897;
- O călătorie în pădurile Americii de Nord, în Revista Pădurilor, XXVI, 1912.